# Wspólnota administracyjna Massing
Wspólnota administracyjna Massing – wspólnota administracyjna (niem. Verwaltungsgemeinschaft) w Niemczech, w kraju związkowym Bawaria, w rejencji Dolna Bawaria, w regionie Landshut, w powiecie  Rottal-Inn. Siedziba wspólnoty znajduje się w miejscowości Massing.
Wspólnota administracyjna zrzesza jedną gminę targową (MArkt) oraz jedną gminę wiejską (Gemeinde): 
- Geratskirchen, 875 mieszkańców, 12,91 km²
- Massing, gmina targowa, 4 045 mieszkańców, 112 km²